# 아사노 카야
아사노 카야(일본어: 浅野 かや, 1992년 9월 2일 ~ )는 일본의 배우이다.

## 출연작

### 드라마
- 2010년 거침없이 한 획

### 영화
- 2011년 야쿠자대 닌자 1,2